# Tornei di tennis femminili nel 1887
Prima della nascita del WTA Tour, ossia l'apertura alle tenniste professioniste dei tornei che prima di quell'anno erano riservati alle tenniste dilettanti, tutti gli eventi più importanti erano amatoriali, tra questi c'erano i tornei del Grande Slam: il Torneo di Wimbledon e gli U.S. National Championships.

## Gennaio
Nessun evento

## Febbraio
Nessun evento

## Marzo
Nessun evento

## Aprile
Nessun evento

## Maggio
| Settimana | Torneo                                                                       | Vincitore                                                  | Finalista                          | Semifinalisti | Eliminati ai quarti |
| --------- | ---------------------------------------------------------------------------- | ---------------------------------------------------------- | ---------------------------------- | ------------- | ------------------- |
| maggio    | Torneo di Nuwara Eliya 1887 Nuwara Eliya, Ceylon Singolare - Doppio          | Isa Watson 4-6 6-1 6-2                                     | Miss Bayley                        |               |                     |
| maggio    | Torneo di Nuwara Eliya 1887 Nuwara Eliya, Ceylon Singolare - Doppio          |                                                            |                                    |               |                     |
| 9 maggio  | New South Wales Championships 1887 Sydney, Australia Singolare - Doppio      | EM Mayne 6-4 6-4                                           | C. Greene                          |               |                     |
| 9 maggio  | New South Wales Championships 1887 Sydney, Australia Singolare - Doppio      | Lil Scott Zilla Scott 3-6 6-4 6-3                          | C. Greene Miss Raleigh             |               |                     |
| 9 maggio  | New South Wales Championships 1887 Sydney, Australia Singolare - Doppio      | Doppio misto: C. Greene Dudley Webb                        | Miss Fitzgerald R.D. Fitzgerald    |               |                     |
| 21 maggio | Torneo di Pollokshields 1887 Pollokshields, Gran Bretagna Singolare - Doppio | Julia Mackenzie 6-0 10-8                                   | Miss Blackburn                     |               |                     |
| 21 maggio | Torneo di Pollokshields 1887 Pollokshields, Gran Bretagna Singolare - Doppio |                                                            |                                    |               |                     |
| 21 maggio | Torneo di Pollokshields 1887 Pollokshields, Gran Bretagna Singolare - Doppio | Doppio misto: Julia Mackenzie Robertson                    | Miss Blackburn Rodger              |               |                     |
| 28 maggio | Irish Championships 1887 Dublino, Irlanda Singolare - Doppio                 | Lottie Dod 6-4 6-3                                         | Maud Watson                        |               |                     |
| 28 maggio | Irish Championships 1887 Dublino, Irlanda Singolare - Doppio                 | Louisa Martin Florence Stanuell 4-6 6-4 6-4                | Lillian Watson Maud Watson         |               |                     |
| 28 maggio | Irish Championships 1887 Dublino, Irlanda Singolare - Doppio                 | Doppio misto: Lottie Dod Ernest Renshaw 8-6 5-7 6-1 6-3    | Maud Watson Harry Grove            |               |                     |
| 30 maggio | West of England Championships 1887 Bath, Gran Bretagna Singolare - Doppio    | Lottie Dod 7-5 6-4                                         | Maud Watson                        |               |                     |
| 30 maggio | West of England Championships 1887 Bath, Gran Bretagna Singolare - Doppio    | Ann Dod Lottie Dod 10-8 6-3                                | Lillian Watson Maud Watson         |               |                     |
| 30 maggio | West of England Championships 1887 Bath, Gran Bretagna Singolare - Doppio    | Doppio misto: Lottie Dod James Dwight 6-4 4-6 6-1          | Margaret Bracewell William Renshaw |               |                     |
| 30 maggio | Berrylands Lawn Tennis Club 1887 Surbiton, Gran Bretagna Singolare - Doppio  |                                                            |                                    |               |                     |
| 30 maggio | Berrylands Lawn Tennis Club 1887 Surbiton, Gran Bretagna Singolare - Doppio  |                                                            |                                    |               |                     |
| 30 maggio | Berrylands Lawn Tennis Club 1887 Surbiton, Gran Bretagna Singolare - Doppio  | Doppio misto: Harry Barlow Miss Ripley 1-6 6-5 10-8        | Lucy Ripley Herbert Ripley         |               |                     |
| 31 maggio | Torneo di Rotherby 1887 Rotherby, Gran Bretagna Singolare - Doppio           |                                                            |                                    |               |                     |
| 31 maggio | Torneo di Rotherby 1887 Rotherby, Gran Bretagna Singolare - Doppio           | Mrs Jacques Effie Noon 1-6 6-3 6-3                         | Florence Noon Miss Turner          |               |                     |
| 31 maggio | Torneo di Rotherby 1887 Rotherby, Gran Bretagna Singolare - Doppio           | Doppio misto: Florence Noon Alfred E. Thompson 6-2 5-7 8-6 | Effie Noon Conway John Morgan      |               |                     |

## Giugno
| Settimana | Torneo                                                                           | Vincitore                                                       | Finalista                       | Semifinalisti | Eliminati ai quarti |
| --------- | -------------------------------------------------------------------------------- | --------------------------------------------------------------- | ------------------------------- | ------------- | ------------------- |
| 4 giugno  | Torneo di Whitehouse 1887 Edimburgo, Gran Bretagna Singolare - Doppio            | Mabel Boulton walkover                                          | Jane Meikle                     |               |                     |
| 4 giugno  | Torneo di Whitehouse 1887 Edimburgo, Gran Bretagna Singolare - Doppio            | Dorothy Boulton Mabel Boulton 1-6 6-4 6-3                       | A. Forest Miss Meikle           |               |                     |
| 4 giugno  | Torneo di Whitehouse 1887 Edimburgo, Gran Bretagna Singolare - Doppio            | Doppio misto: Dorothy Boutlon John Galbraith Horn 6-2 3-6 12-10 | Mabel Boulton Richard M Watson  |               |                     |
| 11 giugno | Scottish Championships 1887 Edimburgo, Gran Bretagna Singolare - Doppio          | Connie Butler 6-2 6-2 3-6 8-6                                   | M. Boulton                      |               |                     |
| 11 giugno | Scottish Championships 1887 Edimburgo, Gran Bretagna Singolare - Doppio          |                                                                 |                                 |               |                     |
| 11 giugno | Torneo di Cheltenham 1887 Cheltenham, Gran Bretagna Singolare - Doppio           | Louisa Martin 6-4 5-7 6-2                                       | Maud Watson                     |               |                     |
| 11 giugno | Torneo di Cheltenham 1887 Cheltenham, Gran Bretagna Singolare - Doppio           | Lillian Watson Maud Watson 6-4 6-1                              | Louisa Martin Florence Stanuell |               |                     |
| 11 giugno | Torneo di Cheltenham 1887 Cheltenham, Gran Bretagna Singolare - Doppio           | Doppio misto: Maud Watson John Deykin 6-4 6-3                   | Margaret Bracewell James Dwight |               |                     |
| 17 giugno | Welsh Championships 1887 Penarth, Gran Bretagna Singolare - Doppio               | Maud Watson 6-3 6-3                                             | Beatrice Langrishe              |               |                     |
| 17 giugno | Welsh Championships 1887 Penarth, Gran Bretagna Singolare - Doppio               |                                                                 |                                 |               |                     |
| 17 giugno | Welsh Championships 1887 Penarth, Gran Bretagna Singolare - Doppio               | Doppio misto: Lilian Waston James Baldwin 3-6 6-2 6-1           | Maud Watson Ernest Renshaw      |               |                     |
| 18 giugno | London Athletic Club Championships 1887 Londra, Gran Bretagna Singolare - Doppio | Blanche Bingley 6-4 6-3                                         | B. James                        |               |                     |
| 18 giugno | London Athletic Club Championships 1887 Londra, Gran Bretagna Singolare - Doppio |                                                                 |                                 |               |                     |
| 18 giugno | Torneo di Waterloo 1887 Liverpool, Gran Bretagna Singolare - Doppio              | Miss Pickthall 7-5 6-1                                          | M. Pick                         |               |                     |
| 18 giugno | Torneo di Waterloo 1887 Liverpool, Gran Bretagna Singolare - Doppio              |                                                                 |                                 |               |                     |
| 18 giugno | Torneo di Waterloo 1887 Liverpool, Gran Bretagna Singolare - Doppio              | Doppio misto: K. Pick JG Brown 6-2 9-7                          | F. Bromfield JD Harris          |               |                     |
| 25 giugno | Northern Championships 1887 Manchester, Gran Bretagna Singolare - Doppio         | Lottie Dod 6-1 6-2                                              | Maud Watson                     |               |                     |
| 25 giugno | Northern Championships 1887 Manchester, Gran Bretagna Singolare - Doppio         | Ann Dod Lottie Dod 6-4 2-6 6-3                                  | Louisa Martin Florence Stanuell |               |                     |
| 25 giugno | Northern Championships 1887 Manchester, Gran Bretagna Singolare - Doppio         | Doppio misto: Louisa Martin Tom Campion 8-6 6-3                 | Lottie Dod Harry Grove          |               |                     |
| 25 giugno | Kent Championships 1887 Beckenham, Gran Bretagna Singolare - Doppio              |                                                                 |                                 |               |                     |
| 25 giugno | Kent Championships 1887 Beckenham, Gran Bretagna Singolare - Doppio              |                                                                 |                                 |               |                     |
| 25 giugno | Kent Championships 1887 Beckenham, Gran Bretagna Singolare - Doppio              | Doppio misto: Miss Barlow Harry Barlow 7-5 4-6 6-1              | May Jacks HC Yockney            |               |                     |

## Luglio
| Settimana | Torneo                                                                         | Vincitore                                                 | Finalista                            | Semifinalisti | Eliminati ai quarti |
| --------- | ------------------------------------------------------------------------------ | --------------------------------------------------------- | ------------------------------------ | ------------- | ------------------- |
| 7 luglio  | Torneo di Wimbledon 1887 Londra, Gran Bretagna Singolare                       | Lottie Dod 6-2, 6-0                                       | Blanche Bingley                      |               |                     |
| 2 luglio  | Torneo di Edgbaston 1887 Birmingham, Gran Bretagna Singolare - Doppio          | Margaret Bracewell 6-0 4-6 7-5                            | Miss Mardall                         |               |                     |
| 2 luglio  | Torneo di Edgbaston 1887 Birmingham, Gran Bretagna Singolare - Doppio          | Margaret Bracewell F. Mardall 6-4 7-5                     | Bertha Steedman Mary Steedman        |               |                     |
| 2 luglio  | Torneo di Edgbaston 1887 Birmingham, Gran Bretagna Singolare - Doppio          | Doppio misto: Margaret Bracewell John Deykin 6-4 11-9     | Bertha Steedman PB Brown             |               |                     |
| 14 luglio | Torneo di Leamington 1887 Leamington, Gran Bretagna Singolare - Doppio         | E. Blencowe 6-1 6-1                                       | Gertrude Mellersh                    |               |                     |
| 14 luglio | Torneo di Leamington 1887 Leamington, Gran Bretagna Singolare - Doppio         |                                                           |                                      |               |                     |
| 14 luglio | Torneo di Leamington 1887 Leamington, Gran Bretagna Singolare - Doppio         | Doppio misto: Margaret Bracewell James Dwight 6-4 4-6 6-0 | Mrs Hornby AD Annesley               |               |                     |
| 16 luglio | Torneo di Leicester 1887 Leicester, Gran Bretagna Singolare - Doppio           | Margaret Bracewell 6-4 6-2                                | Effie Noon                           |               |                     |
| 16 luglio | Torneo di Leicester 1887 Leicester, Gran Bretagna Singolare - Doppio           | N. Pope Agnes Watts 6-5 6-5                               | Margaret Bracewell Miss Forsbroke    |               |                     |
| 16 luglio | Torneo di Leicester 1887 Leicester, Gran Bretagna Singolare - Doppio           | Doppio misto: Margaret Bracewell Ernest Lewis 6-1 6-1     | Florence Noon CP Brett               |               |                     |
| 21 luglio | Somersetshire County Tournament 1887 Taunton, Gran Bretagna Singolare - Doppio | N. Pope 6-1 6-1                                           | A.M. Meyler                          |               |                     |
| 21 luglio | Somersetshire County Tournament 1887 Taunton, Gran Bretagna Singolare - Doppio | Alice Bagnall-Wild N. Pope 6-4 6-1                        | Miss Escott Miss Gilling-Lax         |               |                     |
| 23 luglio | Middlesex Championships 1887 Chiswick Park, Gran Bretagna Singolare - Doppio   | D Patterson 6-0 4-6 7-5                                   | Edith Gurney                         |               |                     |
| 23 luglio | Middlesex Championships 1887 Chiswick Park, Gran Bretagna Singolare - Doppio   | Miss Gray L Patterson 6-4 6-1                             | May Jacks B James                    |               |                     |
| 23 luglio | Middlesex Championships 1887 Chiswick Park, Gran Bretagna Singolare - Doppio   | Doppio misto: Blanche Hillyard George Hillyard 6-1 6-0    | May Jacks                            |               |                     |
| 23 luglio | Torneo di Stafford 1887 Stafford, Gran Bretagna Singolare - Doppio             | Effie Noon 2-6 6-2 8-6                                    | Miss Crofton                         |               |                     |
| 23 luglio | Torneo di Stafford 1887 Stafford, Gran Bretagna Singolare - Doppio             |                                                           |                                      |               |                     |
| 23 luglio | Torneo di Stafford 1887 Stafford, Gran Bretagna Singolare - Doppio             | Doppio misto: Effie Noon CP Brett 6-3 1-6 6-3             | Frederick Watts Agnes Watts          |               |                     |
| 30 luglio | Northumberland Championships 1887 Newcastle, Gran Bretagna Singolare - Doppio  | Connie Butler 4-6 6-2 8-6                                 | Ann Dod                              |               |                     |
| 30 luglio | Northumberland Championships 1887 Newcastle, Gran Bretagna Singolare - Doppio  |                                                           |                                      |               |                     |
| 30 luglio | Northumberland Championships 1887 Newcastle, Gran Bretagna Singolare - Doppio  | Doppio misto: Helen Jackson JC Kay                        | Miss Bradshaw William H. Wilberforce |               |                     |
| 30 luglio | Torneo di Portishead 1887 Portishead, Gran Bretagna Singolare - Doppio         |                                                           |                                      |               |                     |
| 30 luglio | Torneo di Portishead 1887 Portishead, Gran Bretagna Singolare - Doppio         | Miss Bryant Winifred Parr 6-0 6-3                         | Miss Reynolds F. Smith               |               |                     |
| 30 luglio | Torneo di Portishead 1887 Portishead, Gran Bretagna Singolare - Doppio         | Doppio misto: Alice Parr Ernest Renshaw walkover          | Miss Stock J.C. Prior                |               |                     |
| 30 luglio | Derbyshire Championships 1887 Buxton, Gran Bretagna Singolare - Doppio         | May Langrishe 6-3 6-4                                     | Bertha Steedman                      |               |                     |
| 30 luglio | Derbyshire Championships 1887 Buxton, Gran Bretagna Singolare - Doppio         | Lottie Dod May Langrishe 6-1 6-2                          | G Bracewell Margaret Bracewell       |               |                     |
| 30 luglio | Derbyshire Championships 1887 Buxton, Gran Bretagna Singolare - Doppio         | Doppio misto: Lottie Dod James Dwight 6-4 4-6 6-2         | May Langrishe William Hamilton       |               |                     |

## Agosto
| Settimana | Torneo | Vincitore                                                  | Finalista                        | Semifinalisti | Eliminati ai quarti |
| --------- | --- | ---------------------------------------------------------- | -------------------------------- | ------------- | ------------------- |
| 5 agosto  | Torneo di Darlington 1887 Darlington, Gran Bretagna Singolare - Doppio                                     | Helen Jackson walkover                                     | M. Cheese                        |               |                     |
| 5 agosto  | Torneo di Darlington 1887 Darlington, Gran Bretagna Singolare - Doppio                                     | Ann Dod Helen Jackson 6-1 6-3                              | Connie Butler Miss Marley        |               |                     |
| 5 agosto  | Torneo di Darlington 1887 Darlington, Gran Bretagna Singolare - Doppio                                     | Doppio misto: Connie Butler Herbert W. Wilberforce 6-4 6-4 | Ann Dod John Galbraith Horn      |               |                     |
| 6 agosto  | Torneo di Exmouth 1887 Exmouth, Gran Bretagna Singolare - Doppio                                           | Blanche Bingley 6-4 6-4                                    | Maud Watson                      |               |                     |
| 6 agosto  | Torneo di Exmouth 1887 Exmouth, Gran Bretagna Singolare - Doppio                                           |                                                            |                                  |               |                     |
| 6 agosto  | Torneo di Exmouth 1887 Exmouth, Gran Bretagna Singolare - Doppio                                           | Doppio misto: Miss Noon James Baldwin 6-4 2-6 6-4          | Blanche Hillyard George Hillyard |               |                     |
| 6 agosto  | Torneo di East Grinstead 1887 East Grinstead, Gran Bretagna Singolare - Doppio                             | Miss Cobbold 6-3 6-3                                       | May Arbuthnot                    |               |                     |
| 6 agosto  | Torneo di East Grinstead 1887 East Grinstead, Gran Bretagna Singolare - Doppio                             |                                                            |                                  |               |                     |
| 6 agosto  | Torneo di East Grinstead 1887 East Grinstead, Gran Bretagna Singolare - Doppio                             | Doppio misto: Miss Cobbold William N. Cobbold 6-1 4-6 6-4  | May Arbuthnot William J. Down    |               |                     |
| 6 agosto  | Nottingham Tournament 1887 Nottingham, Gran Bretagna Singolare - Doppio                                    | Frances Snook 6-3 6-1                                      | G. Johnson                       |               |                     |
| 6 agosto  | Nottingham Tournament 1887 Nottingham, Gran Bretagna Singolare - Doppio                                    |                                                            |                                  |               |                     |
| 6 agosto  | Nottingham Tournament 1887 Nottingham, Gran Bretagna Singolare - Doppio                                    | Doppio misto: Louise Snook Herbert D. Snook 4-6 6-2 ritiro | Miss Wadsworth J. Douglas        |               |                     |
| 13 agosto | Torneo di Teignmouth 1887 Teignmouth, Gran Bretagna Singolare - Doppio                                     |                                                            |                                  |               |                     |
| 13 agosto | Torneo di Teignmouth 1887 Teignmouth, Gran Bretagna Singolare - Doppio                                     |                                                            |                                  |               |                     |
| 13 agosto | Torneo di Teignmouth 1887 Teignmouth, Gran Bretagna Singolare - Doppio                                     | Doppio misto: Maud Watson Ernest Lewis 6-2 6-0             | Beatrice Langrishe Wilfred Milne |               |                     |
| 20 agosto | Torneo di Torquay 1887 Torquay, Gran Bretagna Singolare - Doppio                                           | Blanche Bingley 4-6 6-2 6-3                                | Maud Watson                      |               |                     |
| 20 agosto | Torneo di Torquay 1887 Torquay, Gran Bretagna Singolare - Doppio                                           |                                                            |                                  |               |                     |
| 20 agosto | Torneo di Torquay 1887 Torquay, Gran Bretagna Singolare - Doppio                                           | Doppio misto: Maud Watson Ernest Lewis 6-0 6-2             | Miss Tickell Wilfred Milne       |               |                     |
| 20 agosto | South Saxons Lawn Tennis Club Tournament 1887 Hastings and Saint Leonard, Gran Bretagna Singolare - Doppio | C. Smith 6-5 6-2                                           | E. King                          |               |                     |
| 20 agosto | South Saxons Lawn Tennis Club Tournament 1887 Hastings and Saint Leonard, Gran Bretagna Singolare - Doppio |                                                            |                                  |               |                     |
| 24 agosto | Torneo di Moffat 1887 Moffat, Gran Bretagna Singolare - Doppio                                             | Ann Dod 6-2 6-4                                            | Lottie Paterson                  |               |                     |
| 24 agosto | Torneo di Moffat 1887 Moffat, Gran Bretagna Singolare - Doppio                                             | Ann Dod Lottie Paterson 6-3, 6-2                           | Miss Meikle L. Murray            |               |                     |
| 24 agosto | Torneo di Moffat 1887 Moffat, Gran Bretagna Singolare - Doppio                                             | Doppio misto: Ann Dod RM Watson 6-2 6-1                    | Lottie Paterson BH Smith         |               |                     |
| 25 agosto | Saxmundham Tournament 1887 Saxmundham, Gran Bretagna Singolare - Doppio                                    | Kate Barkley 6-2 6-4                                       | Edith Austin                     |               |                     |
| 25 agosto | Saxmundham Tournament 1887 Saxmundham, Gran Bretagna Singolare - Doppio                                    | J. Bond L. Davy 3-6 6-2 6-3                                | E. Henderson G. Henderson        |               |                     |
| 25 agosto | Saxmundham Tournament 1887 Saxmundham, Gran Bretagna Singolare - Doppio                                    | Doppio misto: Edith Austin Benjamin A. Cohen 6-5 6-2       | Kate Barkley TK Norman           |               |                     |
| 27 agosto | North of England Championships 1887 Scarborough, Gran Bretagna Singolare - Doppio                          | Margaret Bracewell 6-0 6-1                                 | Ann Dod                          |               |                     |
| 27 agosto | North of England Championships 1887 Scarborough, Gran Bretagna Singolare - Doppio                          | Bertha Steedman Mary Steedman 5-7 6-1 6-2                  | Margaret Bracewell F. Mardall    |               |                     |
| 27 agosto | North of England Championships 1887 Scarborough, Gran Bretagna Singolare - Doppio                          | Doppio misto: Margaret Bracewell Harry Grove 6-2 4-6 6-2   | Mary Steedman F Bradbury         |               |                     |

## Settembre
| Settimana    | Torneo                                                                           | Vincitore                                             | Finalista                    | Semifinalisti | Eliminati ai quarti |
| ------------ | -------------------------------------------------------------------------------- | ----------------------------------------------------- | ---------------------------- | ------------- | ------------------- |
| 6 settembre  | South of England Championships 1887 Eastbourne, Gran Bretagna Singolare - Doppio | Margaret Bracewell 6-4 6-2                            | Blanche Hillyard             |               |                     |
| 6 settembre  | South of England Championships 1887 Eastbourne, Gran Bretagna Singolare - Doppio | Edith Gurney Blanche Hillyard 6-2 6-4                 | Margaret Bracewell F Mardall |               |                     |
| 6 settembre  | South of England Championships 1887 Eastbourne, Gran Bretagna Singolare - Doppio | Doppio misto: Margaret Bracewell Ernest Lewis 6-0 6-2 | Miss Mocatta Harry Stone     |               |                     |
| 30 settembre | U.S. National Championships 1887 Filadelfia, USA Singolare                       | Ellen Hansell 6-1, 6-0                                | Laura Knight                 |               |                     |

## Ottobre
| Settimana  | Torneo                                                                            | Vincitore                            | Finalista                        | Semifinalisti | Eliminati ai quarti |
| ---------- | --------------------------------------------------------------------------------- | ------------------------------------ | -------------------------------- | ------------- | ------------------- |
| 10 ottobre | Ladies' Outdoor Tournament 1887 Livingston, USA Singolare - Doppio                | Adeline Robinson 6-0 6-1             | Mrs A Harris                     |               |                     |
| 10 ottobre | Ladies' Outdoor Tournament 1887 Livingston, USA Singolare - Doppio                | Adeline Robinson Kitty Smith 6-2 6-2 | Mrs F Morgan Miss Ward           |               |                     |
| 15 ottobre | Far and Near Lawn Tennis Club Championships 1887 New York, USA Singolare - Doppio | Adeline Robinson 6-0 6-4             | Ellen Roosevelt                  |               |                     |
| 15 ottobre | Far and Near Lawn Tennis Club Championships 1887 New York, USA Singolare - Doppio |                                      |                                  |               |                     |
| 26 ottobre | Victorian Championships 1887 Melbourne, Australia Singolare - Doppio              | Mabel Shaw 6-2 6-3                   | Eliza Fitzgerald                 |               |                     |
| 26 ottobre | Victorian Championships 1887 Melbourne, Australia Singolare - Doppio              | Mabel Shaw Phenie Shaw               | Nellie A'Beckett Miss Fitzgerald |               |                     |

## Novembre
Nessun evento

## Dicembre
| Settimana   | Torneo                                                                        | Vincitore                       | Finalista               | Semifinalisti | Eliminati ai quarti |
| ----------- | ----------------------------------------------------------------------------- | ------------------------------- | ----------------------- | ------------- | ------------------- |
| 24 dicembre | New Zealand Championships 1887 Christchurch, Nuova Zelanda Singolare - Doppio | Eveleen Harman 6-4 7-9 6-1      | Ruth Orbell             |               |                     |
| 24 dicembre | New Zealand Championships 1887 Christchurch, Nuova Zelanda Singolare - Doppio | E Gordon Eveleen Harman 6-3 6-1 | Miss Orbell Ruth Orbell |               |                     |

## Senza data
| Settimana | Torneo                                                                      | Vincitore           | Finalista                 | Semifinalisti | Eliminati ai quarti |
| --------- | --------------------------------------------------------------------------- | ------------------- | ------------------------- | ------------- | ------------------- |
|           | Ealing Lawn Tennis Tournament 1887 Londra, Gran Bretagna Singolare - Doppio | Charlotte Cooper    | non conosciuta (bandiera) |               |                     |
|           | Ealing Lawn Tennis Tournament 1887 Londra, Gran Bretagna Singolare - Doppio |                     |                           |               |                     |
|           | Natal Championships 1887 Pietermartizburg, Sudafrica Singolare - Doppio     | Mabel Grant 6-4 6-3 | L. Button                 |               |                     |
|           | Natal Championships 1887 Pietermartizburg, Sudafrica Singolare - Doppio     |                     |                           |               |                     |